# Pawlina Czilingirowa
Pawlina Czilingirowa, bułg. Павлина Чилингирова (ur. 22 października 1955) – bułgarska szachistka, mistrzyni międzynarodowa od 1982 roku. W czasie swojej kariery występowała również pod nazwiskiem Angełowa (Ангелова).

## Kariera szachowa
W latach 80. i 90. należała do ścisłej czołówki bułgarskich szachistek. Pomiędzy 1980 a 1994 uczestniczyła we wszystkich w tym okresie rozegranych ośmiu szachowych olimpiadach, w 1984 zdobywając w Salonikach srebrny medal. Była również dwukrotną (1992, 2007) reprezentantką kraju na drużynowych mistrzostwach Europy, w 1992 zdobywając srebrny medal za indywidualny wynik na III szachownicy.
Wielokrotnie startowała w finałach mistrzostw Bułgarii, w 1993 zdobywając złoty medal. Była również dwukrotnie srebrną (1981, 2007) oraz sześciokrotnie brązową (1980, 1986, 1989, 1990, 2004, 2006) medalistką mistrzostw kraju. W 2007 zwyciężyła w otwartych mistrzostwach Bułgarii.
W latach 1981, 1987, 1993 i 1995 startowała w turniejach strefowych (eliminacjach mistrzostw świata). W 1981 zajęła V m. w Halle, natomiast w 1988 zwyciężyła w Dortmundzie.
Najwyższy ranking w karierze osiągnęła 1 stycznia 1994, z wynikiem 2305 punktów dzieliła wówczas 63-66. miejsce na światowej liście FIDE, jednocześnie zajmując 3. miejsce (za Antoanetą Stefanową i Margaritą Wojską) wśród bułgarskich szachistek.